# Ĺ
Ĺ (minuskule ĺ) je písmeno latinky. Nazývá se L s čárkou. Jedná se o v pořadí 22. písmeno slovenské abecedy. Například ve slovech kĺb (kloub) nebo stĺp (sloup).
Používá se též při přepisu běloruského písmene ль (měkké l odpovídající slovenskému písmenu ľ) do latinky.